# Stung (film 2015)
Stung è un film horror del 2015 diretto da Benni Diez.

## Trama
Julia e Paul sono due addetti al catering per un elegante party che si tiene presso la villa remota della signora Perch. Tutto procede al meglio fino ad un attacco di vespe giganti.